# Alchemilla ranunculoides
Alchemilla ranunculoides é uma espécie de rosácea do gênero Alchemilla, pertencente à família Rosaceae.